# 吳孳昌
吳孳昌（？—？），字震凡，號横溪，河南省汝寧府固始縣民籍江西南昌人，明末清初政治人物。

## 生平
原名吴伐，七歲能文，弱冠登第，崇禎九年举人，十三年（1640年）登進士，授河间府推官，奉旨改名孳昌，十五年壬午以推官分校晉闈，魏敏果公所得士也。后官至吏部員外郎。明亡降清。順治元年（1644年）任大同巡撫，後陞宣大山西總督、右僉都御史。國變棄官入蔚，敏果爲僦屋以奉之。同時孳昌鄉人江桂菴禹緒、許鷗湄汝都及粤東淩十齋雲俱宦遊投閒，避兵于蔚，相與結詩社，唱和州中名勝，題詠殆篇。亂定，始相繼歸，而禹緒居蔚踰十年，爲最久。孳昌歸後，益疎略世事，蕩然一肆意於詩酒，自號埋菴，以忤權貴陷獄，破其家，鬰鬰卒。

## 家族
叔吴大朴，兄吴晋昌。